# Purius pilumnia
Purius pilumnia là một loài bướm đêm thuộc phân họ Arctiinae, họ Erebidae.